# Frétoy
För andra betydelser, se Fretoy.
Frétoy är en kommun i departementet Seine-et-Marne i regionen Île-de-France i norra Frankrike. Kommunen ligger i kantonen Nangis som tillhör arrondissementet Provins. År 2022 hade Frétoy 173 invånare.

## Befolkningsutveckling
Antalet invånare i kommunen Frétoy
| Referens: INSEE |